# Hřiště U Střelnice (Opava)
Hřiště U Střelnice bylo fotbalové hřiště v Městských sadech v Opavě. Zprovozněno bylo v roce 1909 na místě bývalé cyklistické dráhy.
Původně bylo hřiště označováno jako DSV-Platz a sloužilo fotbalovému oddílu při německém sportovním klubu DSV Troppau až do roku 1939, kdy bylo DSV Troppau společně s ostatními německými kluby začleněno pod NSTG Troppau. NSTG Troppau kromě bývalého Sokolského stadionu využíval pro své zápasy i hřiště DSV-Platz.
Po osvobození Československa v roce 1945 bylo hřiště zabráno prvním obnoveným sportovním klubem v Opavě SK Slezan Kateřinky, který se tam přemístil ze svého původního hřiště U Cukrovaru. V roce 1973 byl v místech původního hřiště DSV Troppau otevřen Městský stadion.